# Valis: The Fantasm Soldier
Valis: The Fantasm Soldier (Japans: 夢幻戦士ヴァリス) is een computerspel dat werd uitgegeven door Telenet. Het spel kwam in 1986 uit voor de MSX, PC-88 en PC-89. Het spel gaat over een alledaags meisje genaamd Yuko Ahso. Plotseling veranderd haar leven zodra haar vriend Reiko wordt ontvoerd door Dark King Rogles. Ze wordt aangevallen door monsters en slaat deze ternauwernood af dankzij de hulp van een magisch zwaard genaamd 'Valis'. Ze krijgt te horen dat ze uitverkoren is om een Valis Warrior te worden. Met haar zwaard reist ze af naar een mysterieus land om Rogles te verslaan en haar vriend te bevrijden.

## Platforms
| Jaar | Platform                |
| ---- | ----------------------- |
| 1986 | MSX, PC-88, PC-98       |
| 1987 | FM-7, NES               |
| 1991 | Mega Drive              |
| 1992 | PC Engine Super CD-ROM² |

## Trivia
- Ter promotie van het spel was er een filmpje gemaakt.